# Taro

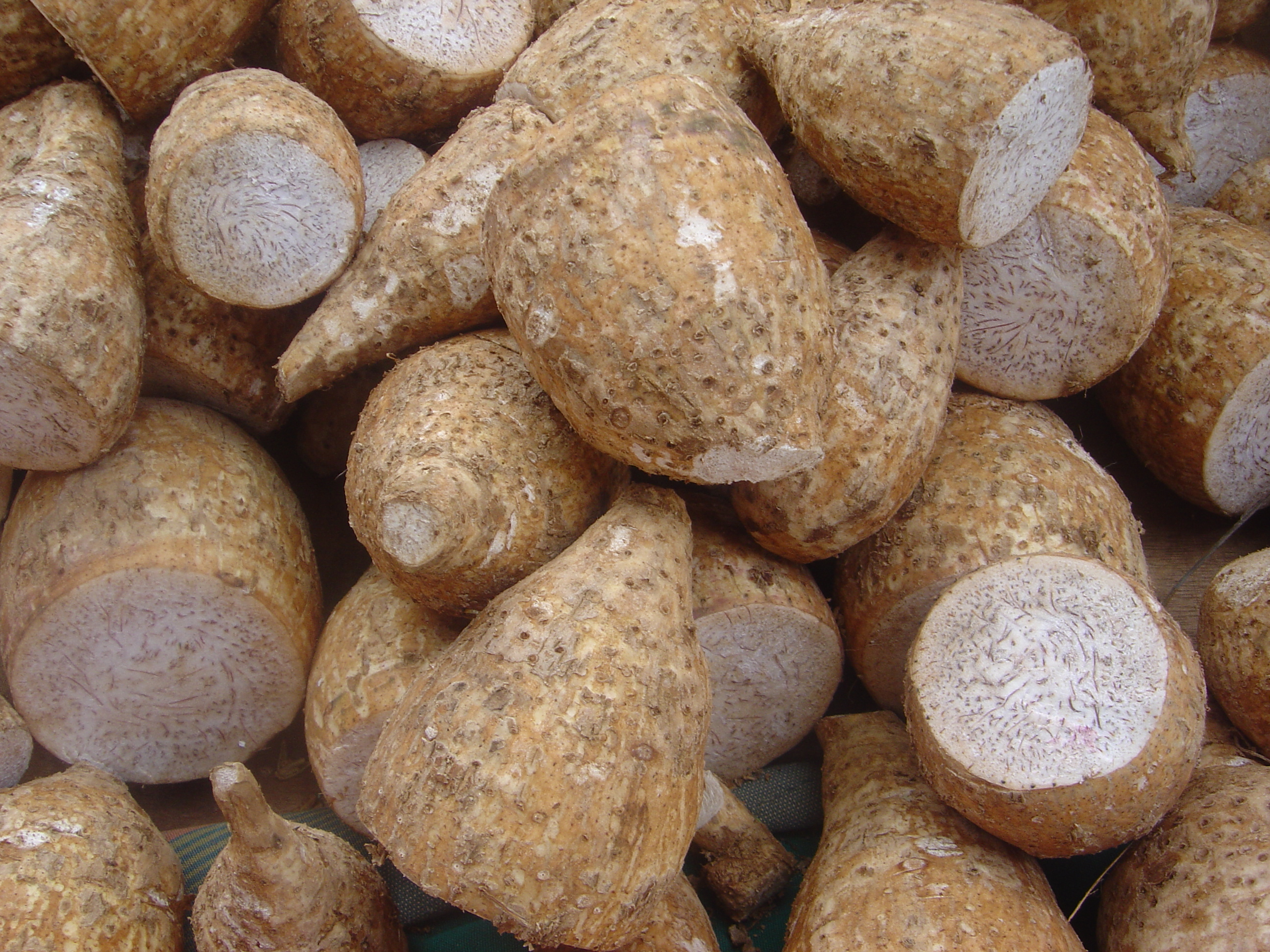
De ätliga stamknölarna, taron

Taro (Colocasia esculenta) är en art i familjen kallaväxter. Växten har odlats i Indien i åtminstone 2 000 år, och har spridits till många tropiska och subtropiska områden. Rotknölen äts i stort sett som potatis, det vill säga den kokas, steks, rostas eller bakas, och serveras ofta med kött eller fisk. Smaken påminner om potatis med ett visst inslag av kronärtskocka. Man använder även växtens blad och bladstjälkar som föda.

## Grupper
Två sortgrupper kan urskiljas:
- Dasheen-gruppen - har stora stamknölar och 4–8 sidoknölar.
- Eddoe-gruppen - består av tripoida sorter som generellt har mindre stamknölar och 15–20 sidoknölar. De är bättre anpassade för ett svalt klimat.

## Synonymer
Arum colocasia L.
Arum esculentum L.
Arum lividum Salisb.
Arum peltatum Lam.
Caladium esculentum Vent.
Colocasia antiquorum Schott ex Schott & Endl.
Colocasia antiquorum var. esculenta (L.) Schott
Colocasia antiquorum var. globulifera Engl. & Krause
Colocasia esculenta var. antiquorum (Schott) Hubb. & Rehd.
Colocasia peregrina Raf.
Colocasia vulgaris Raf.